# Hurricane (Antonia)
Hurricane è il nono singolo della cantante rumena Antonia Iacobescu del 2013, il suo terzo singolo pubblicato in quell'anno. È stato pubblicato il 22 agosto 2013 contemporaneamente sia sul canale ufficiale YouTube dell'artista che su quello dell'etichetta discografica Roton. Il brano vede la collaborazione del cantante rumeno Puya, membro del gruppo musicale hip hop La Familia.